# Héctor Riveros Serrato
Héctor Riveros Serrato (Bogotá, 8 de julio de 1961) es un abogado y político colombiano, que se desempeñó como Ministro de Gobierno de Colombia encargado y como viceministro.

## Biografía
Nació en Bogotá en julio de 1961, hijo de Jorge Enrique Riveros y de Elizabeth Serrato. Estudió Derecho en la Universidad Externado de Colombia y posee una especialización en Derecho Constitucional Comparado realizada en Turín (Italia).
Se desempeñó como Viceministro del Interior de Colombia, durante el Gobierno de César Gaviria Trujillo, entre 1991 y 1992, siendo encargado del cargo de Ministro de Gobierno en varias oportunidades, en el período comprendido entre julio de 1992 y enero de 1993, en reemplazo de Humberto de La Calle; desde estas posiciones participó activamente en la Asamblea Nacional Constituyente de 1991. También fue miembro del equipo negociador del gobierno colombiano en la negociación con la Coordinadora Guerrillera Simón Bolívar en las rondas de Caracas y Tlaxcala.
Durante la primera Administración de Enrique Peñalosa Londoño como Alcalde de Bogotá, Riveros se desempeñó como su Secretario de Gobierno entre 1998 y 2000, siendo alcalde Encargado en varias ocasiones.
Fue postulado por el Consejo de Estado como candidato a la Corte Constitucional, tribunal del cual ha sido conjuez. Así mismo, se desempeñó como Magistrado Auxiliar de la Corte Suprema de Justicia, Superintendente de Notariado y Registro y Director del extinto Programa Nacional de Rehabilitación.
También ha sido profesor de Derecho en la Universidad Externado, columnista de La Silla Vacía y panelista de Blu Radio.

### Caso de neutralidad de red en Colombia
Riveros se desempeñó como abogado de Colombia Movil S.A. ESP y UNE EPM Telecomunicaciones S.A. en el trámite de la demanda de inconstitucionalidad presentada por la ONG El Veinte de Ana Bejarano y Emmanuel Vargas Penagos contra una norma que permitía los planes de Zero-rating en Colombia. Riveros defendía la postura de que eliminar el Zero Rating acarrearía sobrecostos para los usuarios de telefonía móvil. El 29 de mayo de 2025, la Corte Constitucional anunció que había declarado la norma como inconstitucional, acogiendo los argumentos de la demanda presentada por el equipo de El Veinte. El comunicado de la Corte Constitucional, publicado el 19 de junio, desmiente la postura de Riveros indicando que "la Corte destacó que distintos estudios y conceptos examinados en el proceso evidencian que las ofertas que permiten segmentaciones contrarias a la neutralidad de la red -como los planes de tarifa cero, en los que los prestadores de servicios de internet seleccionan qué contenidos, servicios, aplicaciones o tipos de aplicaciones no consumen datos del plan contratadono son necesariamente las opciones más económicas. De hecho, en algunos casos, estas ofertas incrementan artificialmente el costo del dato que finalmente paga el usuario. Esto explica que, en países donde se han limitado o prohibido planes de tarifa cero, los prestadores hayan rediseñado sus ofertas para competir mediante la reducción del precio de los datos o la inclusión de datos gratuitos de uso libre. Tales estrategias se han implementado incluso en contextos de alta pobreza y marcada brecha digital. En otros términos, es equivocado asumir que, como consecuencia de esta decisión, los usuarios de telefonía móvil prepagada necesariamente tendrán que pagar más por el mismo servicio." A pesar de esto, Riveros mantiene en un post de X posterior a la sentencia que la decisión de la Corte "implica que deberán pagar más por los mismos servicios o, simplemente, dejar de usarlos."